# Quitte pour la peur
Quitte pour la peur est une comédie proverbe, en un acte, d'Alfred de Vigny, représentée à l'Opéra de Paris le 30 mai 1833. Le rôle de la Duchesse de ***, l'un des deux rôles principaux, était tenu par Marie Dorval, alors la maîtresse du poète.  

## Adaptation
- Bruno François-Boucher adapte la pièce au cinéma en 2022.